# Bactris jamaicana
Bactris jamaicana é uma espécie de palmeira, endêmica da Jamaica.